# Artur Weinmann

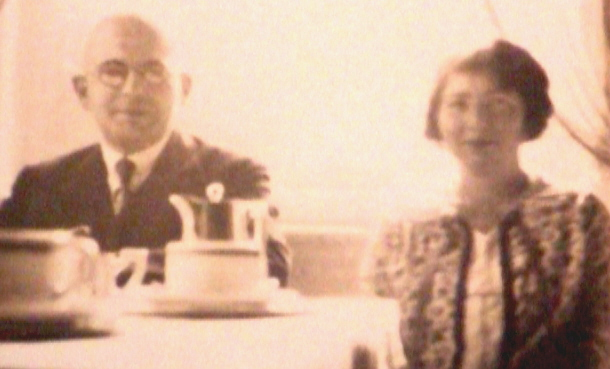
Arthur und Alice Weinmann, Krefeld

Arthur Weinmann (in Veröffentlichungen Artur; geboren am 14. Mai 1883 in Opladen; gestorben 1942 wahrscheinlich in Belzec oder Sobibor) war ein deutscher Amts- und Landgerichtsrat jüdischer Herkunft am Landgericht in Krefeld; Verfasser umfangreicher juristischer Ausbildungsliteratur und Dozent der Akademischen Kurse in Düsseldorf. Nach 1933 wurde er aufgrund der Nürnberger Gesetze Opfer der nationalsozialistischen Rassenpolitik.

## Leben

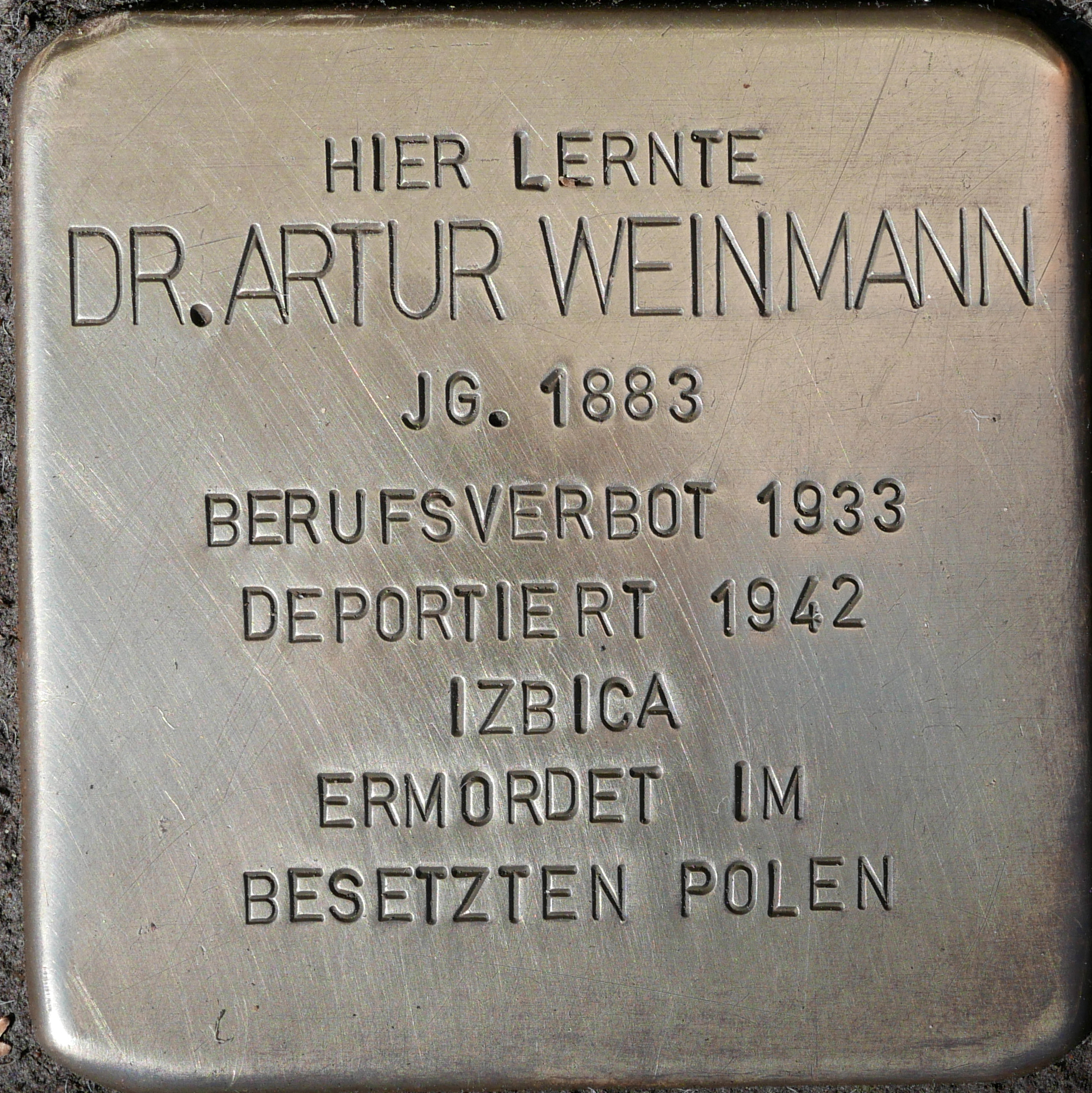
Stolperstein vor dem Gymnasium Kreuzgasse im Gedenken an Arthur Weinmann.

Arthur Weinmann machte 1902 sein Abitur am Städtischen Realgymnasium Kreuzgasse in Köln. An der Universität Bonn studierte er von 1902 bis 1905 Rechtswissenschaften. Weinmann wurde 1905 Gerichtsreferendar in Köln und promovierte am 7. September 1905. Seit 1914 war er am Amtsgerichtsrat in Krefeld tätig. Von 1917 bis 1918 war er Soldat im Ersten Weltkrieg und in dieser Eigenschaft Unterrichtslehrer. Nach seiner Rückkehr nach Krefeld heiratete er am 15. Juni 1920 Alice Kaufmann aus Krefeld. Aus der Ehe ging Sohn Erich Weinmann (geboren 26. Mai 1921; gestorben 22. Februar 2012) hervor. 1924 wurde Arthur Weinmann zum Landgerichtsrat in Krefeld ernannt. Im September 1933 wurde er wegen seiner „nichtarischen Abstammung“ (nach dem sogenannten Berufsbeamtengesetz) zwangsweise pensioniert.
Seine letzte bis zum 18. April 1942 nachgewiesene Meldeadresse war Stadtgarten 12 in Krefeld. Es handelte sich dabei um ein sogenanntes Judenhaus, in das er mit seiner Frau Ende 1938 einziehen musste. An diesem 18. April 1942 begannen die behördlichen Vorbereitungen zur Deportation Krefelder Juden in den Osten. In den letzten Tagen wohnte das Ehepaar Weinmann in der Driessendorfer Straße 3 in Krefeld.
Am 22. April 1942 wurde Arthur Weinmann in das Ghetto Izbica deportiert, dort verliert sich seine Spur.
Sohn Erich Weinmann konnte am 7. Februar 1939 nach Großbritannien emigrieren.

## Schriften
- Kann der Indossator eines über die Beschaffenheit des Gutes schweigenden Orderlagerscheines den Lagerhalter für die Mängel des Lagergutes verantwortlich machen?; Versuch einer juristischen Konstruktion der Stellung des Orderlagerschein-Indossators gegenüber dem Lagerhalter. Leipzig, Diss. jur. vom 7. September 1905.

- Herausgeber der Zeitschrift: Der junge Rechtsgelehrte. Zeitschrift für Studium, Ausbildung und Prüfung der Juristen (1924–1943). Die Zeitschrift wurde Ende 1924 (mit Heft 1 vom 15. Dezember 1924 und einem Aufsatz „Zur Einführung“) von Artur Weinmann begründet und von ihm bis zum Heft 22/1933 vom 15. November 1933 (9. Jahrgang) herausgegeben.[8] Danach übernahm Paul Oertmann die Herausgabe, die er bis zu seinem Tode am 22. Mai 1938 fortführte. Eine Begründung für den Wechsel oder auch nur ein Hinweis wurde nicht mitgeteilt.[9] Der Grund hierfür dürfte das Schriftleitergesetz vom 4. Oktober 1933 gewesen sein, das in § 5 Abs. 3 „arische Abstammung“ für „Schriftleiter“ voraussetzte. Bis zur Einstellung mit Heft 2/3 des 19. Jahrgangs 1943 war Oberregierungsrat Karl Doerner (Berlin) Herausgeber.

- Die Preussische Ausbildungsordnung, 2. Aufl., 1933.
- Der mündlichen Aktenvortrag, 1933.
- Konkursordnung, Anfechtungsgesetz, Vergleichsordnung und Zwangsversteigerungsgesetz, 28.–30. Tausend, 1932.
- Examensführer durch das Strafprozeßrecht, 1932.
- Die Anwaltsstation der Referendare, 1932.
- Kurzes Lehrbuch des Zivilprozeßrechts anhand von praktischen Fällen für Studium, Examen und Praxis, 1931.
- Gutachten und Urteilsentwurf, 6. Aufl., 1930.
- Studien- und Berufsführer der Rechtswissenschaft, 2. Aufl., 1927.
- Aufsätze in juristischen Fachzeitschriften, hauptsächlich in der Juristischen Wochenschrift, ca. 1914–1920[10], sowie in dem „Organ des Republikanischen Richterbundes“ Die Justiz.[11]
- letzte Veröffentlichung: Anregungen über die private Weiterbildung der Referendare (Der junge Rechtsgelehrte 1933, 87 ff.) und einer Zusammenstellung neuer Dissertationen, wobei er schon nicht mehr namentlich als Verfasser genannt wurde[12]

## Würdigung
Folgender Sachverhalt kommt einer Würdigung gleich:
In der Zeitschrift „Deutsche Justiz“ von 1935, S. 597 r. Sp. wird das Buch Gutachten und Urteilsentwurf von Dr. Weinmann als Schrifttum für die praktische Ausbildung empfohlen. Nur drei Wochen später (DJ 1935, S. 669 r. Sp.) revidiert der Beitragsverfasser seine Meinung allein aus dem Umstande, dass der Verfasser Jude sei.